# Dasychira pudica
Dasychira pudica är en fjärilsart som beskrevs av Otto Staudinger 1887. Dasychira pudica ingår i släktet Dasychira och familjen tofsspinnare. Inga underarter finns listade i Catalogue of Life.